# 12627 Maryedwards
12627 Maryedwards (tên chỉ định: 1230 T-1) là một tiểu hành tinh vành đai chính. Nó được phát hiện bởi Cornelis Johannes van Houten, Ingrid van Houten-Groeneveld, và Tom Gehrels ở Đài thiên văn Palomar ở Quận San Diego, California, ngày 25 tháng 3 năm 1971. Nó được đặt theo tên Mary Edwards, nhà toán học và nhà thiên văn học Anh vào thế kỷ 18, 19.